# Vaginalni spolni odnos
Vaginalni spolni odnos je spolna združitev med moškim in žensko, pri kateri moški vstavi svoj penis ženski v nožnico (vagino). Za dosego vaginalnega spolnega odnosa mora moški doživeti erekcijo, potrebna pa je tudi ustrezna vlažnost nožnice. Nožnica se navlaži bodisi zaradi povečane sekrecije sluzi med spolno vzburjenostjo ali s pomočjo lubrikanta. Vaginalni spolni odnos, pri katerem pride do ejakulacije, je naravni način oploditve.

## Družbena sprejemljivost
V večini družb velja vaginalni spolni odnos za normalno obliko spolnosti med dvema raznospolnima partnerjeva. Številne kulture odobravajo oziroma so zlasti v preteklosti odobravale spolno občevanje šele po poroki.
Zlasti iz higienskih razlogov je v družbi vaginalni spolni odnos med menstruacijo neželen.